# 2019冠状病毒病甘肃省疫情
2019冠状病毒病甘肃省疫情，介绍2019冠状病毒病疫情中，在中华人民共和国甘肃省发生的情况。

## 时间轴

### 2020年1月
1月23日，甘肃省卫生健康委员会通报确认2例新型冠状病毒感染的肺炎确诊病例。首例病例，患者吴某某，43岁，男性，现居兰州市。2020年1月11日赴湖南省、江西省出差，期间曾与来自武汉人员同桌就餐。1月17日晚返回兰州，1月18日出现发热等不适，1月21日前往兰州市肺科医院就诊，即被隔离治疗。甘肃省白银市发现1例确诊病例，患者男性，24岁，在湖北省武汉市工作，发病前14天内有在武汉农贸市场活动史，且明确接触过发热呼吸道症状患者。密切接触者41例，均在居家隔离和医学观察。
1月24日，甘肃省通报新增2例确诊病例，兰州市、临夏州分别一例。
1月26日，甘肃省通报新增3例确诊病例，其中定西市1例（首次通报）、兰州市2例；新增重症病例中，兰州市1例。
1月27日，甘肃省通报新增7例确诊病例，重症病例2例。其中张掖市、陇南市为报告首例确诊病例，兰州市新增确诊病例4例，临夏州新增确诊病例1例；新增重症病例中，兰州市1例、定西市1例。
1月28日，甘肃省通报新增5例确诊病例，重症病例1例。其中金昌市、天水市为报告首例确诊病例，兰州市新增确诊病例3例，新增重症病例中，兰州市1例。截至1月27日24时，甘肃省累计报告新型冠状病毒感染的肺炎确诊病例19例，重症病例4例。确诊病例中，兰州市11例、白银市1例、临夏州2例、定西市1例、张掖市1例、陇南市1例、金昌市1例、天水市1例；重症病例中，兰州市3例、定西市1例。
1月29日，甘肃省通报新增5例确诊病例。其中平凉市报告首例确诊病例，兰州市新增确诊病例3例，张掖市新增确诊病例1例。
1月30日，甘肃省通报新增2例确诊病例。其中天水市清水县新增确诊病例1例，定西市通渭县新增确诊病例1例。
1月31日，甘肃省通报新增4例确诊病例，新增重症患者1例。新增确诊病例中，兰州市2例、陇南市2例。

### 2020年2月
2月1日，甘肃省通报新增6例确诊病例，其中兰州市5例、天水市1例。
2月2日，甘肃省通报新增5例确诊病例，新增确诊病例中，兰州市3例、定西市1例、甘南州1例。
2月3日，甘肃省通报新增4例确诊病例，新增确诊病例中，兰州市2例、天水市2例。
2月4日，甘肃省通报新增2例确诊病例，新增确诊病例均在兰州市。
2月5日，甘肃省通报新增5例新型冠状病毒感染的肺炎确诊病例。新增病例中，定西市2例、白银市1例、庆阳市1例、甘南州1例。新增出院2例。
2月6日，甘肃新增5例新型冠状病毒感染的肺炎确诊病例。新增病例中，定西市2例、白银市1例、庆阳市1例、甘南州1例。新增出院2例。
2月7日，甘肃新增4例新型冠状病毒感染的肺炎确诊病例。新增确诊病例中，定西市3例、平凉市1例。新增死亡病例1例。
2月8日，甘肃新增8例新型冠状病毒肺炎确诊病例。新增确诊病例中，甘南州3例、天水市2例、平凉市2例、兰州市1例。新增治愈出院3例。
2月9日，甘肃新增4例新型冠状病毒肺炎确诊病例。新增确诊病例中，平凉市3例、庆阳市1例。新增治愈出院4例。新增死亡病例1例。甘肃累计报告新型冠状病毒肺炎确诊病例83例，累计治愈出院16例，累计死亡病例2例，65例在定点医院进行隔离治疗。兰州市21例、天水市11例、定西市7例、平凉市7例、甘南州6例、陇南市4例、白银市4例、庆阳市3例、张掖市1例、临夏州1例。现有重型病例6例，危重型病例1例。
2月21日，甘肃省疫情防控应急响应级别由一级应急响应调整为省级三级应急响应。
2月29日20时至3月1日20时，甘肃省无新增新型冠状病毒肺炎确诊病例，新增出院2例。截至3月1日20时，甘肃累计报告新型冠状病毒肺炎确诊病例91例，累计治愈出院84例，累计死亡病例2例；现有5例在定点医院进行隔离治疗，其中兰州市2例、平凉市1例、定西市1例、庆阳市1例；现有重型病例1例；目前无疑似病例；目前累计追踪到密切接触者4334人，已解除医学观察4119人，其余215人正在接受医学观察。

### 2020年3月
3月5日，新增11例境外输入确诊病例。甘肃累计报告新型冠状病毒肺炎确诊病例102例，累计治愈出院87例，累计死亡病例2例。
截止3月6日20时，甘肃本地累计报告新型冠状病毒肺炎确诊病例91例，累计治愈出院87例，累计死亡病例2例。甘肅新增境外17例确诊病例，累计报告境外输入新型冠状病毒肺炎确诊病例28例。
3月6日20时-7日20时，甘肃新增1例來自伊朗的境外输入确诊病例。甘肃累计报告境外输入确诊病例29例。
3月8日0—24时，甘肅新增报告境外输入确诊病例4例。
3月10日0—24时，甘肅新增报告境外输入确诊病例1例。
3月11日晚，甘肃省通报新增境外输入确诊病例2例。
截至3月12日20时，甘肃累计报告境外输入确诊病例36例。甘肃本地累计报告确诊病例91例，累计治愈出院88例，累计死亡病例2例。
3月13日20时至3月14日0时，甘肃省新增境外输入确诊病例2例，均为来自沙特阿拉伯的境外输入病例。
3月13日20时至3月14日20时，甘肃新增3例境外输入确诊病例，新增治愈出院1例；本地新增治愈出院1例，实现清零。
截至3月16日20時，甘肃累计境外输入确诊病例42例。
3月18日20时至3月19日20时，甘肃新增1例柬埔寨经广州入境来兰输入确诊病例。
截至3月22日20时，甘肃累计境外输入确诊病例45例。
3月29日，甘肃省通报新增湖北输入确诊病例1例，患者于1月14日由兰州去湖北省咸宁市老家，3月22日自驾车从湖北省咸宁市持湖北健康码“绿码”返回，3月23日到达兰州所居小区门口，由社区工作人员专门安排转运至七里河区集中留观点医学隔离观察。经诊断，患者右肺中叶内侧段和左肺舌叶小片状磨玻璃渗出影，确定为疑似病例。3月29日新型冠状病毒核酸检测阳性，确诊为2019冠状病毒病。

### 2020年5月
2020年5月11日16时起，甘肃省疫情防控应急响应级别由“省级三级应急响应”调整为“省级四级应急响应”。

### 2020年6月
6月15日20时至6月16日20时，甘肃省新增10例境外输入确诊病例，均在MU7792次（利雅得→兰州）航班上发现。6月16日20时至6月17日20时再在该航班上发现新增1例。
6月17日20时至6月18日20时，甘肃新增1例境外输入确诊病例。
6月21日20时至6月22日20时，新增7例确诊病例，均在6月15日MU7792次航班上发现。
6月23日20时至6月24日20时，新增3例确诊病例，均在6月23日MU7790次航班发现。
6月25日20时至6月26日20时，新增1例确诊病例，在6月23日MU7790次航班发现。
6月26日20时至6月27日20时，新增1例确诊病例，在6月27日CA910次航班发现。
6月28日20时至6月29日20时，新增1例确诊病例，在6月15日MU7792次航班上发现。

### 2020年7月
7月3日20时至7月4日20时，新增3例确诊病例，均在7月4日CA608次航班上发现。

### 2020年8月
8月9日20时至8月10日20时，新增2例确诊病例，均为8月8日莫斯科—兰州CA910次航班上的乘客。

### 2020年9月
9月4日20时至9月5日20时，新增1例确诊病例，为9月5日莫斯科-兰州CA910航班上的乘客。

### 2020年10月
10月30日20时至10月31日23时，新增7例境外输入新冠肺炎确诊病例，均为10月31日俄罗斯-兰州CA910航班入境人员。

### 2020年11月
10月31日23时至11月1日22时，新增3例境外输入新冠肺炎确诊病例，均为10月31日俄罗斯-兰州CA910航班入境人员。
11月11日20时至11月12日20时，新增1例确诊病例。
11月27日20时至11月28日20时，武威报告的1例境外输入性无症状感染者转为新冠肺炎确诊病例。

### 2021年1月
1月22日20时至1月23日23时，新增1例确诊病例，为1月23日俄罗斯-兰州CA910航班入境人员。
1月25日22时至1月26日21时，甘肃省集中隔离点对1月23日俄罗斯-兰州CA910航班263名入境人员进行第3次核酸检测时，检测出4人阳性，已转运至省级定点医疗机构，经临床检查和省级专家组会诊后确定为新冠肺炎确诊病例。

### 2021年3月
3月20日，在俄罗斯-兰州CA910航班118名入境人员中，3人核酸检测阳性，已转运至省级定点医院，经临床检查和省级专家组会诊后确定为新冠肺炎确诊病例。
3月23日，在3月20日俄罗斯-兰州CA910航班118名入境人员中，有1名无症状感染者转为确诊病例。
3月24日，集中隔离点对3月20日俄罗斯-兰州CA910航班118名入境人员进行第4次核酸检测时，检测出2人阳性，已转运至省级定点医疗机构，经临床检查和省级专家组会诊后确定为新冠肺炎确诊病例。

### 2021年5月
5月23日，在5月22日俄罗斯-兰州CA910航班93名入境人员中，有1人核酸检测结果呈阳性，已转运至省级定点医疗机构，经临床检查和省级专家组会诊后确定为新冠肺炎确诊病例。

### 2021年6月
6月24日，蘭州市七里河区新增1例境外輸入新冠肺炎确诊病例。

### 2021年7月
7月17日20时至7月18日10时，甘肃省新增1例境外输入新冠肺炎确诊病例，2例新冠病毒无症状感染者。
7月19日20时至7月20日22时，甘肃新增1例核酸检测阳性人员，已转运至省级定点医疗机构，经临床检查和省级专家组会诊后确定为新冠肺炎确诊病例。
7月23日20时至7月24日22时，甘肃省新增1例核酸检测阳性人员，已转运至省级定点医疗机构，经临床检查和省级专家组会诊后确定为新冠肺炎确诊病例。
7月26日20时至7月27日20时，甘肃省新增1例新冠病毒核酸检测阳性人员，已转运至省级定点医疗机构，经临床检查和省级专家组会诊后确定为新冠肺炎确诊病例。

### 2021年10月
10月17日20时至10月18日23时，甘肃省新增1例新冠病毒核酸检测阳性人员，在省级定点医院隔离医学观察的无症状感染者出现头痛、咽干等症状，经临床检查和省级专家组会诊后确定为新冠肺炎确诊病例。
10月18日，甘肃省第二人民医院报告该院一10:1新冠病毒混检管结果出现阳性，立即将10名被检者转入兰州市肺科医院进行隔离管控、进行单采单管核酸检测，经甘肃省、兰州市疾控中心复核，张某核酸检测阳性。目前，已对张某的密接、次密接人员、风险监测人员开展全面排查追踪管控。与张某同行的4人及张某的密切接触者1人核酸检测结果均为阳性，其中5人有内蒙古额济纳旗旅居史，之后通报新增4例确诊病例、2例无症状感染者。翌日8时起，兰州市城关区云祥小区、兰州市城关区雁北路天庆丽舍小区调整为中风险区。
10月19日，甘肃省文化和旅游厅召开疫情联防联控机制紧急会议，会议要求立即关停兰州、酒泉、嘉峪关、张掖四市的文旅经营场所和经营活动，取消各类演出、展览和群众性文化活动，省内旅行社立即停止跨省旅游业务。嘉峪关市在连霍高速嘉峪关出口对非嘉峪关本地甘B牌照的车辆进行劝返，本地居民、疫情防控车辆登记后可进入城区；张掖市相关部门在连霍高速东乐、老寺庙、张掖、张掖西、张掖丹霞、临泽收费站出口对甘F、甘B、蒙M、陕A牌照的车辆进行劝返。嘉峪关站、嘉峪关南站暂停办理旅客上车业务，只办理旅客下车业务。10月19日23时-20日11时，甘肃省新增4例本土新冠肺炎确诊病例。
10月20日，兰州市发布《关于严格落实重点环节、重点场所、重点人群疫情防控措施的通告》，要求市民非必要不离兰，确需离兰的需凭健康码绿码和48小时核酸检测阴性证明通行；麻将馆、洗浴、影院、剧院、歌厅、舞厅、足疗店、按摩院、游戏厅、网吧、剧本杀、密室等空间相对密闭场所暂停营业，取消各类演出、展览和群众性文化活动；宗教场所暂时实行“双暂停”；关闭所有旅游景区景点，全面暂停全市旅行社及在线旅游企业团队旅游及“机票+酒店”业务；地铁、公交等公共交通工具实行限流运行。截至当日20时，甘肃省新增1例确诊病例。张掖市甘州区对居民小区实行分区管控，各级各类中小学、幼儿园暂时停课，实行在家网络教学，所有班线车、城际公交车、旅游客车、出租车暂停营运。
10月20日20时至21日12时，甘肃新增6例本土新冠肺炎确诊病例。10月21日，兰州市中小学校（幼儿园）、校外培训机构线下教学培训活动停课。同日起，所有从甘肃省内火车站、汽车站、机场出发的离省人员须出示24小时内核酸检测阴性证明，甘肃省高速公路部分收费站也实施管制，防疫物资车辆和生活物资车辆可正常通行。10月21日12时-24时，甘肃省新增3例确诊病例。
10月22日，甘肃新增确诊17例，其中兰州13例（12例为云南旅行团成员、1例为无症状转为确诊），张掖2例、嘉峪关1例、陇南1例。
10月23日14时起，张掖市对辖区国省道、县乡道路、城区道路进行交通管制，除公务用车、防疫应急、执勤执法车辆外，所有车辆(私家车、摩托车、电动车等)禁止上路行驶。张掖市区内各类小型餐饮店、农家乐、小吃城、茶(酒)馆、棋牌室、百货店等居民非生活必需品经营场所立即暂停营业。大中型餐饮服务单位一律不提供堂食服务。
10月23日，甘肃省新增确诊病例6例，其中兰州市5例、张掖市1例。当日，甘肃省文化和旅游厅、甘肃省卫健委联合宣布，全省立即暂停旅游活动，关闭省内所有旅游景区、文化娱乐场所、旅游演艺场所、影剧院、互联网上网服务场所、公共文化服务场所；暂停举办各种文艺演出、展览和聚集性群众性文化活动。其中兰州终止在兰游客的一切旅行活动，采取就地隔离、就地观察，集中进行核酸检测。全省所有省际班线全线停运，省内所有旅游包车暂停运营，71个收费站出入口采取临时交通管制和劝返措施。兰州铁路局部分列车停运。
10月24日，甘肃省新增确诊病例4例，其中兰州市3例，嘉峪关市1例。
10月25日，甘肃省新增确诊病例6例，均在兰州市。
10月26日，兰州市疫情联防联控领导小组决定各类居民小区均实行封闭式管理，实施出入证管理制度。当日甘肃省新增确诊病例4例，其中兰州市3例、陇南市1例。
10月27日，甘肃省新增确诊病例8例，其中兰州市2例(含兰州新区1例)、张掖市4例、嘉峪关市2例。
10月28日，甘肃省新增确诊病例12例，其中兰州市10例、张掖市2例。
10月29日，甘肃省新增确诊病例11例，其中兰州市5例、天水市4例、张掖市2例。其中天水3例确诊病例均为卫校学生，曾参加过核酸检测志愿服务。
10月30日，甘肃省新增确诊病例9例，其中兰州市4例、天水市5例。
10月31日，甘肃省新增确诊病例10例，其中兰州市5例、天水市5例。當天，天水市卫生健康委员会党组书记、主任陈克孝，天水市疾病预防控制中心主任吴毅中被免職。

### 2021年11月
11月1日，甘肃省新增确诊病例8例，均在天水市。
11月2日，甘肃省新增确诊病例14例，其中天水市13例，兰州市1例。
11月3日，甘肃省新增确诊病例2例，其中兰州市1例，天水市1例。
11月4日，甘肃省新增确诊病例5例，其中兰州市4例，天水市1例。
11月5日，甘肃省新增确诊病例2例，均在兰州市。
11月6日，甘肃省新增确诊病例2例，均在兰州市。
11月7日，甘肃省新增确诊病例2例、无症状感染者3例，均在兰州市。
11月8日，甘肃省新增确诊病例4例，其中兰州市3例（均为无症状感染者转为确诊病例），天水市1例。
11月9日，甘肃省无新增确诊病例，新增无症状感染者1例（兰州市）。自当日起，甘肃省调整防疫政策，通过火车站出行的，非中高风险区所在地市人员体温、健康码、行程卡正常即可正常通行；中高风险区所在地市的人员出行，要求体温、健康码、行程卡正常，并提供48小时核酸检测阴性报告。兰州市因中高风险地区清零，自11月13日起，通过兰州站、兰州西站出行不再需要核酸阴性证明。
11月15日，甘肃省最后3个中风险地区调整为低风险区，全省中风险地区实现清零。16日起，在甘肃省内各地出行不再需要提供核酸检测阴性报告。
11月19日，甘肃省新增无症状感染者1例（兰州市）。

### 2021年12月
12月18日，在俄罗斯—兰州CA910航班293名入境人员中，3人核酸检测阳性，已转运至省级定点医院，经临床检查和省级专家组会诊后确定为新冠病毒肺炎确诊病例。翌日，该航班新增7例新冠病毒核酸检测阳性人员，已转运至省级定点医院，经临床检查和省级专家组会诊后确定为新冠病毒肺炎确诊病例。23日，该航班新增2例新冠病毒核酸检测阳性人员，已转运至省级定点医院，经临床检查和省级专家组会诊后确定为新冠病毒肺炎确诊病例。

### 2022年2月
2月19日，在俄罗斯—兰州CA910航班251名入境人员中，3人核酸检测阳性，已转运至省级定点医院，经临床检查和省级专家组会诊后确定为新冠病毒肺炎确诊病例。2月20日，该航班新增1例新冠病毒核酸检测阳性人员，已转运至省级定点医院，经临床检查和省级专家组会诊后确定为新冠病毒肺炎确诊病例。2月21日，该航班新增3例新冠肺炎病毒核酸检测阳性人员，已转运至省级定点医院，经临床检查和省级专家组会诊后确定为新冠病毒肺炎确诊病例。2月22日，该航班新增2例新冠肺炎病毒核酸检测阳性人员，已转运至省级定点医院，经临床检查和省级专家组会诊后确定为新冠病毒肺炎确诊病例。2月23日，该航班新增2例新冠肺炎病毒核酸检测阳性人员，已转运至省级定点医院，经临床检查和省级专家组会诊后确定为新冠病毒肺炎确诊病例。2月25日，该航班新增1例新冠肺炎病毒核酸检测阳性人员，已转运至省级定点医院，经临床检查和省级专家组会诊后确定为新冠病毒肺炎确诊病例。

### 2022年3月
3月2日，在2月19日俄罗斯—兰州CA910航班251名入境人员中，新增1例新冠肺炎病毒核酸检测阳性人员，已转运至省级定点医院，经临床检查和省级专家组会诊后确定为新冠病毒肺炎确诊病例。3月5日新增1例新冠肺炎病毒核酸检测阳性人员，已转运至省级定点医院，经临床检查和省级专家组会诊后确定为新冠病毒肺炎确诊病例。
3月6日0时-6时，甘肃省新增5例本土确诊病例（均在兰州新区）。3月6日6时—24时，甘肃省新增7例本土确诊病例（均在兰州新区）。
3月7日0-14时，甘肃省新增6例本土确诊病例（兰州市七里河区2例、城关区1例、红古区1例，酒泉市金塔县1例，兰州新区1例）。同日14-24时，甘肃省新增4例本土确诊病例（兰州市七里河区1例、兰州新区2例、白银市景泰县1例）、1例无症状感染者（临夏州康乐县）。另外，3月6日MU7126入境航班235名入境人员中，3月7日新增7例新冠病毒核酸检测阳性人员，已转运至省级定点医院，经临床检查和省级专家组会诊后确定为新冠肺炎确诊病例。
3月8日0时-3月9日14时，甘肃省新增31例本土确诊病例（兰州市城关区8例、安宁区1例、榆中县1例、兰州新区21例）、9例无症状感染者（兰州市城关区1例、白银市景泰县1例、白银区2例，兰州新区5例）。另外，3月6日MU7126入境航班235名入境人员中，3月8日0-24时新增7例新冠病毒核酸检测阳性人员，3月9日0-14时新增4例新冠病毒核酸检测阳性人员，均已转运至省级定点医院，经临床检查和省级专家组会诊后确定为新冠肺炎确诊病例。
3月9日14-24时，甘肃省新增35例本土确诊病例（兰州市城关区3例、红古区3例、榆中县2例，兰州新区20例，白银市景泰县7例）、3例无症状感染者（白银市景泰县）。
3月10日，甘肃省新增确诊病例26例，其中兰州市七里河区2例、城关区1例，兰州新区15例，白银市景泰县6例、白银区2例（均由无症状感染者转为确诊病例）；新增无症状感染者4例（均在白银市景泰县）。另外，在3月9日MF8002入境航班249名入境人员中，3月10日0-24时新增21例新冠病毒核酸检测阳性人员，已转运至省级定点医院，经临床检查和省级专家组会诊后确定为新冠肺炎确诊病例。
3月11日，甘肃省新增确诊病例4例，其中兰州市城关区1例、七里河区2例，兰州新区1例（为无症状感染者转为确诊病例）；新增无症状感染者40例（兰州市城关区4例、安宁区1例，天水市秦州区1例，白银市景泰县2例，兰州新区32例）。另外，在3月6日MU7126入境航班235名入境人员中，3月11日新增3例新冠病毒核酸检测阳性人员，均已转运至省级定点医院，经临床检查和省级专家组会诊后确定为新冠肺炎确诊病例；3月9日MF8002入境航班249名入境人员中，3月11日新增4例新冠病毒核酸检测阳性人员，均已转运至省级定点医院，经临床检查和省级专家组会诊后确定为新冠肺炎确诊病例。
3月12日，甘肃省新增确诊病例5例，其中兰州市七里河区1例、兰州新区4例；新增无症状感染者36例（兰州市城关区5例、七里河区1例、榆中县1例、红古1例，兰州新区19例，白银市景泰县9例）。
3月13日，甘肃省新增确诊病例12例（兰州市城关区1例、安宁区1例、七里河区3例、榆中县3例，兰州新区4例）；新增无症状感染者15例（兰州市城关区3例、榆中县1例，白银市景泰县2例，兰州新区9例）。另外在3月9日MF8002入境航班249名入境人员中，3月13新增1例新冠病毒核酸检测阳性人员，已转运至省级定点医院，经临床检查和省级专家组会诊后确定为新冠肺炎确诊病例。
3月14日，甘肃省新增确诊病例7例（兰州市城关区1例、红古区1例，均为无症状感染者转确诊病例；兰州新区4例，白银市景泰县1例）；新增无症状感染者20例（兰州市城关区8例、七里河区3例、榆中县1例，白银市景泰县6例，兰州新区2例）。
3月15日，甘肃省新增确诊病例5例，其中，兰州市城关区2例（含1例无症状转确诊病例）、安宁区1例、七里河区1例，兰州新区1例；新增无症状感染者16例（兰州新区9例，兰州市城关区2例、永登县2例、七里河区1例、榆中县1例，白银市景泰县1例）。
3月16日，甘肃省新增确诊病例12例（兰州市七里河区6例、榆中县1例、永登县1例，兰州新区4例）；新增无症状感染者8例（兰州市七里河区3例、榆中县2例，永登县1例，兰州新区2例）；新增1例境外输入核酸检测阳性人员，经临床检查和省级专家组会诊后确定为确诊病例。
3月17日，甘肃省新增确诊病例16例，其中，兰州市七里河区5例（1例为无症状转确诊病例）、城关区4例、西固区2例、永登县2例、榆中县1例、安宁区1例，兰州新区1例；新增无症状感染者10例（兰州市城关区3例、安宁区3例、西固区2例、七里河区1例、永登县1例）。
3月18日，甘肃省新增确诊病例22例，其中，兰州市西固区7例、七里河区6例、城关区2例、安宁区2例、榆中县2例，兰州新区3例（1例为无症状转确诊病例）；新增无症状感染者2例（均在兰州新区）。
3月19日，甘肃省新增确诊病例29例，其中，兰州市七里河区16例、西固区3例、永登县3例、安宁区2例、城关区1例，白银市景泰县2例，兰州新区2例（均为无症状转确诊病例），新增治愈出院15例（兰州新区11例，兰州市红古区1例、城关区1例，白银市景泰县1例，酒泉金塔县1例）；新增无症状感染者17例（兰州市七里河区13例、城关区1例、安宁区1例、永登县1例，兰州新区1例），新增解除无症状感染者集中隔离医学观察5例（白银市景泰县3例、兰州市永登县1例、兰州新区1例）。
3月20日，甘肃省新增确诊病例6例，其中，兰州市5例（七里河区2例、城关区1例、安宁区1例、榆中县1例）、兰州新区1例（为无症状转确诊病例）。
3月21日，甘肃省新增确诊病例5例，其中，兰州市3例（七里河区1例、安宁区1例、永登县1例）、兰州新区2例（均为无症状转确诊病例）。新增治愈出院10例（兰州新区7例、兰州市城关区2例、白银市景泰县1例）。新增无症状感染者30例，其中，兰州市24例（七里河区11例、城关区6例、西固区4例、安宁区2例、榆中县1例）、兰州新区3例、天水市秦州区2例、临夏州广河县1例。
3月22日，甘肃省新增确诊病例6例，其中，兰州市5例（城关区2例、七里河区2例、安宁区1例）、陇南市康县1例。新增无症状感染者37例，其中，兰州市21例（七里河区12例、安宁区5例、城关区3例、西固区1例）、天水市秦州区9例、白银市白银区5例、临夏州广河县2例。
3月23日，甘肃省新增确诊病例4例，其中，兰州市4例（七里河区3例、西固区1例）。新增治愈出院5例，其中，兰州市4例（城关区1例、七里河区1例、红古区1例、榆中县1例）、兰州新区1例。新增无症状感染者25例，其中，兰州市14例（七里河区8例、安宁区3例、城关区2例、西固区1例）、天水市秦州区11例。
3月24日，甘肃省新增确诊病例4例（兰州市七里河区3例、西固区1例）。新增治愈出院18例，其中，兰州市9例（城关区4例、七里河区3例、红古区1例、榆中县1例）、兰州新区7例、白银市景泰县2例。新增无症状感染者29例，其中，兰州市25例（七里河区22例，安宁区1例，西固区1例，永登县1例）、天水市秦州区3例、临夏州广河县1例。
3月25日，甘肃省新增确诊病例7例，其中，兰州市七里河区4例、天水市秦州区3例。新增治愈出院7例，其中，兰州市3例（七里河区2例、城关区1例）、白银市景泰县1例、兰州新区3例。新增无症状感染者33例，其中，兰州市30例（七里河区27例、西固区2例、城关区1例）、天水市秦州区3例。
3月26日，甘肃省新增确诊病例2例，其中，兰州市七里河区1例（为无症状转确诊病例）、天水市秦州区1例。新增无症状感染者14例，其中，兰州市8例（城关区4例、七里河区3例、安宁区1例）、天水市秦州区5例、临夏州广河县1例。
3月27日，甘肃省新增确诊病例1例（兰州市七里河区）。新增治愈出院21例，其中，兰州市10例（七里河区6例，城关区2例，西固区1例，榆中县1例）、兰州新区6例、白银市5例（景泰县3例，白银区2例）。新增无症状感染者11例，其中，兰州市10例（七里河区6例、城关区2例、西固区2例）、甘南州合作市1例。
3月28日，甘肃省新增无症状感染者11例，其中，兰州市11例（七里河区9例、城关区1例、西固区1例）。
3月29日，甘肃省新增无症状感染者10例，其中，兰州市9例（七里河区8例、城关区1例）、定西市渭源县1例。
3月30日，甘肃省新增无症状感染者8例（均在兰州市七里河区）。
3月31日，甘肃省新增无症状感染者9例，均在兰州市（七里河区4例、西固区4例、城关区1例）。

### 2022年4月
4月1日，甘肃省新增无症状感染者9例，均在兰州市（七里河区6例、城关区1例、安宁区1例、西固区1例）。
4月2日，甘肃省新增无症状感染者7例（均在兰州市七里河区）。
4月3日，新增无症状感染者3例（均在兰州市七里河区）。
4月4日，新增无症状感染者4例，均在兰州市（七里河区3例，城关区1例）。
4月5日，新增无症状感染者1例（兰州市七里河区）。
4月15日，新增无症状感染者1例（兰州市安宁区），系外省来甘返甘人员。
4月18日，新增无症状感染者1例（兰州市安宁区），系4月15日公布外省来甘无症状感染者的同行人员，作为密接者在集中隔离期间筛查为阳性，经专家分析研判为无症状感染者。

### 2022年6月
6月10日，新增无症状感染者1例（酒泉市瓜州县），系省外有疫情省份返甘人员，6月9日9时实施落地查、落地釆，17时作为密接者运送至酒泉市瓜州县集中隔离点隔离医学观察，集中隔离期间核酸检测阳性，经专家分析研判为无症状感染者。
6月25日，在俄罗斯—兰州CA910航班298名入境人员中，1人核酸检测阳性，随即转运至定点医院，经临床检查和省级专家组会诊后确定为新冠肺炎确诊病例（普通型）。

### 2022年7月
7月8日，兰州市新增2例新冠肺炎确诊病例。截至当日24时新增确诊病例4例（兰州市城关区3例、七里河区1例）；新增无症状感染者1例（兰州市城关区）。兰州市七里河区1例确诊病例为风险职业人群例行核酸检测中发现，其余3例确诊病例和1例无症状感染者均为集中隔离点核酸检测中发现。
7月9日，甘肃省新增确诊病例5例（均在兰州市城关区）；新增无症状感染者8例（均在兰州市城关区）。
7月10日，甘肃省新增确诊病例2例，其中兰州市城关区1例、白银市会宁县1例。新增无症状感染者25例，其中兰州市25例（城关区20例，安宁区4例，七里河区1例）。
7月11日，兰州主城四区公共场所临时管控一周。当日甘肃省新增无症状感染者19例，其中兰州市17例（城关区12例，安宁区2例，西固区2例，永登县1例）、张掖市甘州区1例、天水市甘谷县1例。
7月12日，甘肃省新增确诊病例8例，其中兰州市5例（城关区4例，安宁区1例）、白银市2例（平川区1例，会宁县1例）、陇南市文县1例。新增无症状感染者61例，其中兰州市56例（城关区45例，安宁区7例，七里河区4例）、定西市3例（临洮县2例，通渭县1例）、天水市武山县1例、白银市会宁县1例。
7月13日起，兰州市全域进一步严格落实一周临时性管控，所有小区实行封闭式管理。当日甘肃省新增确诊病例36例，其中兰州市36例（城关区28例，安宁区4例，榆中县2例，七里河区1例，西固区1例），含11例由无症状感染者转确诊病例（均为兰州市，其中城关区7例、安宁区2例、七里河区1例、西固区1例）。新增无症状感染者64例，其中兰州市50例（城关区36例，安宁区12例，七里河区1例，永登县1例）、甘南州夏河县8例、临夏州2例（临夏市1例，广河县1例）、白银市会宁县1例、天水市麦积区1例、张掖市甘州区1例、酒泉市瓜州县1例。
7月14日，甘肃省新增确诊病例30例，其中兰州市29例（城关区18例，安宁区5例，七里河区4例，西固区1例，榆中县1例）、临夏州广河县1例，含5例由无症状感染者转确诊病例（均为兰州市，其中城关区2例，七里河区2例，安宁区1例）。新增无症状感染者41例，其中兰州市17例（城关区13例，榆中县3例，安宁区1例）、临夏州7例（广河县5例，临夏市1例，康乐县1例）、甘南州夏河县7例、白银市6例（会宁县4例，白银区1例，平川区1例）、天水市2例（秦州区1例，清水县1例）、定西市2例（安定区1例，临洮县1例）。
7月15日，甘肃省新增确诊病例31例，其中兰州市30例（城关区24例，安宁区4例，七里河区1例，西固区1例）、白银市会宁县1例，含1例由无症状感染者转确诊病例（为兰州市城关区1例）。新增无症状感染者82例，其中兰州市58例（城关区42例，西固区9例，安宁区5例，七里河区1例，榆中县1例）、临夏州9例（广河县4例，临夏市2例，临夏县2例，康乐县1例）、甘南州夏河县6例、定西市临洮县5例、白银市会宁县3例、陇南市文县1例。當天兰州市启用兰州新区绿地国际会展中心方舱医院。
7月16日，甘肃省新增确诊病例53例，均位於兰州市（城关区47例，安宁区4例，西固区2例），含1例由无症状感染者转确诊病例（为兰州市西固区1例）。新增无症状感染者105例，其中兰州市68例（城关区57例，榆中县5例，七里河区4例，安宁区2例）、临夏州18例（广河县15例，临夏市2例，积石山县1例）、甘南州夏河县8例、白银市5例（会宁县3例，靖远县2例）、定西市安定区3例、天水市甘谷县2例、陇南市文县1例。
7月17日，甘肃省新增确诊病例28例，其中兰州市22例（城关区20例，七里河区1例，安宁区1例）、武威市古浪县2例、陇南市文县2例、定西市安定区2例，含9例由无症状感染者转确诊病例，其中兰州市6例（城关区4例，七里河区1例，安宁区1例）、定西市安定区2例、陇南市文县1例。新增无症状感染者183例，其中兰州市130例（城关区121例，七里河区4例，榆中县3例，西固区1例，安宁区1例）、甘南州24例（夏河县22例，合作市2例）、临夏州21例（广河县17，康乐县3例，积石山县1例）、天水市3例（麦积区2例，清水县1例)、定西市临洮县3例、白银市会宁县1例、武威市古浪县1例。
7月18日，甘肃省新增确诊病例32例，其中兰州市28例（城关区27例，榆中县1例）、天水市2例（甘谷县1例，麦积区1例）、武威市古浪县1例、临夏州积石山县1例。新增无症状感染者199例，其中兰州市154例（城关区137例，榆中县8例，七里河区7例，安宁区1例，西固区1例）、甘南州26例（夏河县21例，玛曲县5例）、天水市8例（麦积区5例，甘谷县3例）、临夏州8例（广河县6例，积石山县1例，临夏市1例）、白银市2例（会宁县1例，靖远县1例）、定西市临洮县1例。
7月19日，甘肃省新增确诊病例47例，其中兰州市31例（城关区29例，榆中县2例）、甘南州10例（夏河县8例，玛曲县2例）、定西市临洮县3例、临夏州2例（康乐县1例，积石山县1例），武威市凉州区1例。含22例由无症状感染者转确诊病例，其中甘南州10例（夏河县8例，玛曲县2例）、兰州市城关区7例、定西市临洮县3例、临夏州2例（康乐县1例，积石山县1例）。新增无症状感染者306例，其中兰州市197例（城关区188例，七里河区5例，榆中县3例，红古区1例）、甘南州58例（夏河县55例，玛曲县3例）、临夏州42例（广河县35例，东乡县7例）、天水市7例（麦积区5例，清水县1例，甘谷县1例）、武威市凉州区2例。
7月20日，甘肃省新增确诊病例确诊49例，其中兰州市41例（城关区39例，安宁区1例，榆中县1例）、武威市4例（古浪县2例,凉州区2例）、甘南州玛曲县3例、临夏州积石山县1例。含29例由无症状感染者转确诊病例，其中兰州市24例（城关区23例，安宁区1例）、甘南州玛曲县3例、武威市凉州区2例。新增无症状感染者314例，其中兰州市191例（城关区184例，榆中县4例，七里河区2例，红古区1例）、天水市6例（麦积区5例，张家川县1例）、临夏州75例（广河县73例,积石山县2例）、甘南州37例（夏河县36例，玛曲县1例）、白银市会宁县3例、定西市临洮县2例。
7月21日，甘肃省新增确诊病例52例，其中兰州市50例（城关区44例，七里河区2例，红古区2例，西固区1例，榆中县1例）、白银市会宁县1例、定西市临洮县1例。含13例由无症状感染者转确诊病例，其中兰州市11例（城关区8例，七里河区1例，西固区1例，榆中县1例）、白银市会宁县1例、定西市临洮县1例。新增无症状感染者517例，其中兰州市201例（城关区190例，七里河区6例，榆中县5例）、临夏州261例（广河县178例、东乡县83例）、甘南州夏河县52例、天水市麦积区2例、兰州新区1例。當天蘭州市第三轮全域全员核酸检测啟動。
7月22日，甘肃省新增确诊病例42例，其中兰州市城关区31例、甘南州9例（夏河县8例，玛曲县1例）、临夏州2例（东乡县1例，广河县1例）。含18例由无症状感染者转确诊病例，其中甘南州9例（夏河县8例、玛曲县1例）、兰州市城关区8例、临夏州广河县1例。新增无症状感染者329例，其中兰州市164例（城关区149例，榆中县8例、七里河区7例）、临夏州134例（广河县100例、东乡县34例）、甘南州31例（夏河县29例，玛曲县2例）。
7月23日，甘肃省新增确诊病例26例,其中兰州市城关区23例，甘南州夏河县3例。含17例由无症状感染者转确诊病例，其中兰州市城关区14例、甘南州夏河县3例。新增无症状感染者335例，其中兰州市146例（城关区137例，七里河区5例，榆中县4例）、临夏州132例（广河县99例，东乡县33例）、甘南州56例（夏河县53例，玛曲县3例）、武威市古浪县1例。以上确诊病例和无症状感染者中，有4例从社会面筛查发现，其中兰州市城关区1例（在城关区雁南路街道）、兰州市榆中县1例（在榆中县和平镇）、临夏州东乡县2例（均在东乡县锁南镇）。
7月24日，甘肃省新增确诊病例24例,其中兰州市19例（城关区18例，榆中县1例）、临夏州4例（东乡县3例，广河县1例）、甘南州夏河县1例。含14例由无症状感染者转确诊病例，其中兰州市城关区9例、临夏州4例（东乡县3例，广河县1例）、甘南州夏河县1例。新增无症状感染者284例，其中兰州市100例（城关区96例，榆中县2例，七里河区1例，安宁区1例）、临夏州125例（东乡县72例，广河县52例，临夏市1例）、甘南州58例（夏河县56例，玛曲县2例）、兰州新区1例。
7月25日，甘肃省新增确诊病例37例,其中兰州市34例（城关区33例，安宁区1例）、临夏州广河县2例、甘南州夏河县1例。含17例由无症状感染者转确诊病例，其中兰州市14例（城关区13例，安宁区1例）、临夏州广河县2例、甘南州夏河县1例。新增无症状感染者306例，其中兰州市79例（城关区70例，七里河区5例，榆中县4例）、临夏州202例（广河县108例，东乡县94例）、甘南州25例（夏河县21例，玛曲县4例）。
7月26日，甘肃省新增确诊病例15例,其中兰州市5例（城关区4例，榆中县1例）、临夏州广河县8例、甘南州夏河县2例。含12例由无症状感染者转确诊病例，其中兰州市2例（城关区1例，榆中县1例）、临夏州广河县8例、甘南州夏河县2例。新增无症状感染者219例，其中兰州市75例（城关区72例，七里河区2例，榆中县1例）、临夏州105例（东乡县61例，广河县44例）、甘南州39例（夏河县38例，玛曲县1例）。
7月27日，甘肃省新增确诊病例23例，其中兰州市15例（城关区13例，七里河区2例）、临夏州6例（广河县3例，东乡县3例）、甘南州2例（夏河县1例，玛曲县1例）。含由无症状感染者转确诊病例18例，其中兰州市11例（城关区10例，七里河区1例）、临夏州5例（广河县3例，东乡县2例）、甘南州2例（玛曲县1例，夏河县1例）。新增无症状感染者207例，其中临夏州134例（东乡县72例，广河县62例）、兰州市41例（城关区39例，七里河区2例）、甘南州夏河县32例。
7月28日，甘肃省新增确诊病例21例，其中兰州市13例（城关区12例，榆中县1例）、甘南州5例（夏河县3例，玛曲县2例）、临夏州2例（广河县1例，东乡县1例）、白银市白银区1例。含由无症状感染者转确诊病例14例，其中兰州市9例（城关区8例，榆中县1例）、甘南州5例（夏河县3例，玛曲县2例）。新增无症状感染者112例，其中临夏州66例（东乡县35例，广河县31例）、甘南州夏河县25例、兰州市20例（城关区19例，榆中县1例）、白银市白银区1例。以上确诊病例和无症状感染者中，有2例从社会面筛查发现，均在白银市白银区公园路街道。
7月29日，甘肃省新增确诊病例19例，其中兰州市16例（城关区15例，七里河区1例）、临夏州广河县3例。含由无症状感染者转确诊病例13例，其中兰州市10例（城关区9例，七里河区1例）、临夏州广河县3例。新增无症状感染者86例，其中临夏州52例（东乡县44例，广河县8例）、兰州市19例（城关区18例，七里河区1例）、甘南州夏河县15例。以上确诊病例和无症状感染者，均在闭环管控中发现。
7月30日，甘肃省新增确诊病例31例，其中临夏州27例（广河县16例，东乡县11例）、兰州市城关区3例、甘南州夏河县1例。含由无症状感染者转确诊病例24例，其中临夏州22例（广河县16例，东乡县6例）、兰州市城关区1例、甘南州夏河县1例。新增无症状感染者103例，其中临夏州87例（东乡县67例，广河县20例）、兰州市城关区10例、甘南州夏河县6例。
7月31日，甘肃新增15例本土确诊和66例无症状感染者。

### 2022年8月
8月1日，甘肃省新增确诊病例10例，其中兰州市城关区5例、临夏州4例（广河县3例，东乡县1例）、甘南州夏河县1例。含由无症状感染者转确诊病例8例，其中临夏州4例（广河县3例，东乡县1例）、兰州市城关区3例、甘南州夏河县1例。新增无症状感染者69例，其中临夏州58例（东乡县51例，广河县7例）、定西市临洮县4例、兰州市城关区3例、甘南州夏河县3例、白银市白银区1例。以上确诊病例和无症状感染者无社会面筛查发现人员。
8月2日，甘肃省新增确诊病例10例，其中临夏州广河县7例、甘南州夏河县2例、兰州市城关区1例。全部为无症状感染者转确诊病例。新增无症状感染者37例，其中临夏州23例（东乡县18例，广河县5例）、兰州市城关区9例、定西市临洮县3例、白银市白银区1例、甘南州夏河县1例。以上确诊病例和无症状感染者无社会面筛查发现人员。
8月3日，甘肃省无新增确诊病例。新增无症状感染者11例，其中临夏州7例（东乡县6例，广河县1例）、兰州市3例（在城关区）、甘南州1例（在夏河县）。以上无症状感染者均在集中隔离点发现。
8月4日，甘肃省新增无症状感染者10例，其中临夏州7例（东乡县4例，广河县3例）、兰州市2例（在城关区）、甘南州1例（在夏河县）。以上无症状感染者均在集中隔离点发现。
8月5日，甘肃省新增无症状感染者2例，其中临夏州2例（东乡县1例，广河县1例）。以上无症状感染者均在集中隔离点发现。
8月6日，甘肃省新增无症状感染者7例，其中临夏州7例（东乡县6例，广河县1例）。以上无症状感染者无社会面筛查发现人员。
8月7日，甘肃省新增无症状感染者3例，其中嘉峪关市2例、临夏州1例（在东乡县）。以上无症状感染者无社会面筛查发现人员。
8月8日，甘肃省新增无症状感染者2例，均在嘉峪关市。以上无症状感染者均在集中隔离点发现。
8月9日，甘肃省新增无症状感染者1例（在张掖市山丹县）。新增无症状感染者系省外返甘人员，从例行核酸检测中发现。
8月10日，甘肃省新增确诊病例1例（在张掖市甘州区）；无症状感染者6例，均在张掖市（山丹县3例，甘州区2例，临泽县1例）。以上新增确诊病例和无症状感染者，4例为省外来甘返甘人员，3例为省外来甘返甘人员的密接人员，均在集中隔离点发现。
8月11日，甘肃省新增确诊病例1例（在张掖市山丹县）。
8月12日，山丹县在对集中隔离点管控人员进行核酸筛查时，发现5例阳性人员。
8月13日15时起，敦煌开始核酸采样，24小时内完成全部检测。期間所有人员非必要不外出，交通道路设卡管控，全域实施静默管理。当日甘肃省新增无症状感染者1例（在张掖市山丹县），在集中隔离点发现。
8月15日，甘肃省新增无症状感染者1例（在兰州市城关区），系外省途经兰州市转车人员，在临时留观点发现。
8月16日，甘肃省新增无症状感染者1例（在兰州市城关区），在集中隔离点发现。
8月17日，甘肃省新增无症状感染者3例，其中陇南市宕昌县2例、兰州市城关区1例。以上新增无症状感染者均系外省来甘人员，在重点人群核酸检测和集中隔离点中发现。
8月18日，甘肃省新增无症状感染者6例，其中临夏州4例（临夏市2例、广河县2例），兰州市城关区1例，陇南市宕昌县1例。以上新增无症状感染者均系外省来甘返甘人员，在重点人群核酸检测和集中隔离点中发现。
8月19日，甘肃省新增无症状感染者5例，其中兰州市3例（城关区2例、七里河区1例），陇南市宕昌县1例，临夏州临夏县1例。以上新增无症状感染者均系外省来甘返甘人员及其密切接触者，在重点人群核酸检测和集中隔离点中发现。
8月20日，甘肃省新增确诊病例1例（在庆阳市镇原县）；新增无症状感染者15例，其中临夏州8例（临夏市2例，临夏县2例，康乐县2例，广河县2例）、兰州市城关区4例、天水市秦安县1例、定西市安定区1例、庆阳市镇原县1例。以上新增确诊病例和无症状感染者均系外省来甘返甘人员及其密切接触者，在重点人群核酸检测和集中隔离点中发现。
8月21日，甘肃省新增确诊病例3例（均在庆阳市镇原县）；新增无症状感染者8例，其中庆阳市镇原县3例、平凉市崆峒区2例、临夏州2例（临夏县1例，积石山县1例）、兰州市城关区1例。以上新增确诊病例和无症状感染者均系外省来甘返甘人员及其密切接触者，在重点人群核酸检测和集中隔离点中发现。
8月22日，甘肃省新增无症状感染者23例，其中庆阳市镇原县9例、临夏州6例（临夏县5例，临夏市1例）、张掖市民乐县5例、兰州市城关区2例、兰州新区1例。
8月23日，甘肃省新增确诊病例3例，其中陇南市西和县2例，庆阳市镇原县1例（由无症状感染者转为确诊病例）。新增无症状感染者4例，其中定西市3例（安定区2例，岷县1例）、庆阳市镇原县1例。
8月24日，甘肃省新增无症状感染者2例，其中定西市陇西县1例、庆阳市镇原县1例。
8月25日，甘肃省新增无症状感染者8例，其中天水市秦安县4例、兰州市3例（七里河区2例，城关区1例）、陇南市西和县1例。
8月26日，甘肃省新增确诊病例1例（在兰州市七里河区）；新增无症状感染者40例，其中定西市26例（陇西县20例，岷县6例）、临夏州11例（康乐县6例，临夏县4例，积石山县1例）、兰州市2例（城关区1例，七里河区1例）、陇南市文县1例。
8月27日，甘肃省新增无症状感染者21例，其中定西市14例（陇西县7例，岷县7例）、兰州市4例（城关区1例，七里河区1例，安宁区1例，西固区1例）、临夏州临夏县3例。
8月28日，甘肃省新增确诊病例2例，均在兰州市（安宁区1例，西固区1例）；新增无症状感染者28例，其中临夏州15例（临夏县10例，临夏市3例，积石山县2例）、兰州市7例（城关区2例，安宁区2例，红古区2例，七里河区1例）、定西市6例（陇西县4例，岷县2例）。
8月29日，甘肃省新增无症状感染者37例，其中临夏州23例（临夏县11例，临夏市10例，东乡县2例）、兰州市8例（七里河区4例，城关区2例，西固区2例）、定西市6例（陇西县5例，岷县1例）。
8月30日，甘肃省新增确诊病例1例（在兰州市城关区）；新增无症状感染者41例，其中临夏州30例（临夏县19例，康乐县5例，临夏市3例，积石山县3例）、兰州市8例（七里河区3例，城关区2例，红古区2例、安宁区1例）、定西市陇西县2例、嘉峪关市1例。
8月31日，甘肃省新增确诊病例1例（在兰州市西固区）；新增无症状感染者56例，其中临夏州51例（临夏县16例，临夏市13例，康乐县10例，广河县9例，东乡县2例，积石山县1例）、酒泉市瓜州县3例、兰州市2例（城关区1例，安宁区1例）。

### 2022年9月
9月1日，甘肃省无新增确诊病例，新增无症状感染者42例，其中临夏州37例（广河县22例，临夏市5例，临夏县3例，积石山县3例，康乐县2例，东乡县2例）、天水市甘谷县4例、陇南市武都区1例。
9月2日，甘肃省无新增确诊病例，新增无症状感染者24例,其中临夏州21例（临夏县8例，和政县4例，康乐县4例，临夏市2例，东乡县2例，广河县1例）、陇南市武都区3例。
9月3日，甘肃省无新增确诊病例，新增无症状感染者16例，其中临夏州12例（临夏县5例，康乐县4例，广河县2例，东乡县1例）、兰州市安宁区2例，陇南市武都区2例。
9月4日，甘肃省无新增确诊病例，新增无症状感染者12例，均在临夏州（临夏县5例，康乐县5例，积石山县2例）。
9月5日，甘肃省无新增确诊病例，新增无症状感染者10例，其中临夏州9例（康乐县5例，临夏县3例，广河县1例）、武威市天祝县1例。
9月6日，甘肃省无新增确诊病例，新增无症状感染者6例，其中临夏州4例（康乐县3例，临夏县1例）、张掖市民乐县2例。
9月7日，甘肃省无新增确诊病例，新增无症状感染者5例，均在临夏州（临夏县2例、康乐县2例、和政县1例）。
9月8日，甘肃省无新增确诊病例，新增无症状感染者3例，其中临夏州临夏县2例、平凉市泾川县1例。
9月9日，甘肃省新增确诊病例1例（在陇南市武都区）；新增无症状感染者14例，其中临夏州7例（临夏市3例，广河县2例，临夏县1例，康乐县1例）、兰州市七里河区3例、甘南州夏河县3例、陇南市武都区1例。
9月10日，甘肃省无新增确诊病例；新增无症状感染者12例，其中兰州市七里河区7例、临夏州临夏县2例、平凉市静宁县1例、庆阳市西峰区1例、甘南州夏河县1例。9月10日15时至9月13日24时，西峰区实行临时性管控，出租车、公交车、网约车暂停营运（征用的防疫便民保障车辆除外）。非涉及群众生活必需的场所暂停营业。酒店、餐饮场所停止堂食。养老机构、福利院、精神卫生医疗机构、监所等特殊场所实行全封闭管理。中小学校、托育机构、校外教培机构暂停线下教学。宗教和民间信仰活动一律暂停，所有宗教和民间信仰活动场所及纳入管理的临时活动点暂停对外开放。
9月11日，甘肃省无新增确诊病例；新增无症状感染者17例，其中陇南市武都区9例、兰州市4例（七里河区3例，安宁区1例）、临夏州广河县4例。
9月12日，甘肃省新增确诊病例2例，均在陇南市文县；新增无症状感染者22例，其中兰州市9例（七里河区7例，西固区2例）、陇南市武都区7例、庆阳市西峰区3例、平凉市泾川县2例、临夏州广河县1例。
9月13日，甘肃省新增无症状感染者13例，其中兰州市7例（七里河区6例，榆中县1例）、张掖市临泽县5例、酒泉市瓜州县1例。
9月14日，甘肃省新增无症状感染者15例，其中兰州市7例（七里河区3例，安宁区3例，西固区1例）、陇南市武都区5例、张掖市临泽县1例、酒泉市瓜州县1例、临夏州临夏市1例。
9月15日，甘肃省新增无症状感染者23例，其中临夏州12例（临夏市6例，积石山县6例）、陇南市武都区6例、兰州市2例（安宁区1例，永登县1例）、张掖市甘州区2例、平凉市泾川县1例。
9月16日，甘肃省新增无症状感染者14例，其中陇南市武都区6例、酒泉市瓜州县3例、兰州市2例（七里河区1例，安宁区1例）、张掖市临泽县2例、临夏州积石山县1例。
9月17日，甘肃省新增无症状感染者9例，其中临夏州6例（康乐县4例，临夏县2例）、酒泉市肃州区3例。
9月18日，甘肃省无新增确诊病例；新增无症状感染者3例，其中临夏州2例（康乐县1例，临夏县1例）、张掖市临泽县1例。
9月19日，甘肃省无新增确诊病例；新增无症状感染者2例，其中张掖市甘州区1例、酒泉市肃州区1例。
9月20日，甘肃省无新增确诊病例；新增无症状感染者5例，其中陇南市武都区4例、兰州市安宁区1例。
9月21日，甘肃省无新增确诊病例；新增无症状感染者3例，均在兰州市安宁区。
9月22日，甘肃省新增无症状感染者1例，在白银市靖远县。
9月23日，甘肃省新增无症状感染者3例，其中白银市靖远县2例、兰州市永登县1例。
9月24日，甘肃省新增无症状感染者2例，均在白银市靖远县。
9月26日，甘肃省新增无症状感染者3例，其中白银市靖远县2例、兰州市榆中县1例。以上新增感染者中外省输入落地即管控检测发现1例，外省输入病例密接者在集中隔离点检测中发现2例。
9月27日，甘肃省新增无症状感染者1例，在白银市白银区。新增感染者为常态化检测中愿检尽检人群中发现。
9月28日，甘肃省新增无症状感染者1例，在兰州市榆中县。新增感染者为外省来甘阳性人员的密切接触者，落地即管控，闭环转运至集中隔离点，在集中隔离点核酸检测中发现。
9月29日，甘肃省新增无症状感染者7例，其中兰州市七里河区5例、白银市景泰县2例。新增感染者均为外省输入，落地即管控检测发现。
9月30日，甘肃省新增无症状感染者4例，其中兰州市3例（城关区2例，榆中县1例）、嘉峪关市1例。以上新增感染者中外省输入落地即管控检测发现2例（兰州市城关区），外省输入翻越护栏、逃避检查，造成社会面小范围传播后，在非闭环管理重点人群筛查发现1例（嘉峪关市），接协查函后管控在集中隔离点检测发现1例（兰州市榆中县）。

### 2022年10月
10月1日，甘肃省新增无症状感染者4例，其中白银市靖远县3例、兰州市七里河区1例。以上新增感染者均为外省输入阳性人员，其中接外省协查函后落地即管控检测中发现3例，集中隔离管控检测中发现1例。
10月2日，甘肃省新增无症状感染者4例，其中兰州市3例（榆中县2例，城关区1例）、庆阳市西峰区1例。以上新增感染者中外省输入落地即管控检测中发现2例，无症状感染者的密切接触者在集中隔离点检测中发现2例。
10月3日，甘肃省新增无症状感染者14例，其中庆阳市合水县6例、兰州市5例（城关区2例，七里河区2例，红古区1例）、平凉市崆峒区2例、白银市白银区1例。以上新增感染者中外省输入落地即管控检测中发现12例，解除集中隔离医学观察后居家健康监测期间发现1例，外省中转落地采时发现1例。
10月4日，甘肃省新增无症状感染者13例，其中兰州市6例（城关区4例，七里河区2例）、陇南市4例（宕昌县2例，礼县1例，文县1例）、庆阳市3例（合水县2例，西峰区1例）。
10月5日，甘肃省新增确诊病例1例，在陇南市文县（为无症状转确诊病例）；新增无症状感染者10例，其中兰州市4例（七里河区2例，城关区1例，永登县1例）、庆阳市4例（合水县2例，宁县1例，西峰区1例）、白银市白银区2例。
10月6日，甘肃省新增无症状感染者15例，其中陇南市10例（宕昌县4例，武都区4例，礼县2例）、白银市白银区4例、兰州市西固区1例。以上新增感染者均为外省输入，在落地即管控检测和集中隔离点检测中发现。
10月7日，甘肃省新增无症状感染者52例，其中陇南市27例（武都区7例，礼县7例, 宕昌县7例，文县6例）、兰州市14例（城关区13例，榆中县1例），天水市7例（武山县5例，张家川县2例）、定西市岷县2例、庆阳市镇原县1例、平凉市华亭市1例。以上新增感染者均为外省来甘返甘阳性人员及其密切接触者，在落地即管控检测和重点人群检测中发现。
10月8日，甘肃省新增无症状感染者61例，其中兰州市城关区53例、白银市白银区5例、金昌市2例（金川区1例，永昌县1例）、平凉市庄浪县1例。以上新增感染者均为外省来甘返甘阳性人员及其密切接触者，在落地即管控检测和重点人群检测中发现。
10月9日，甘肃省新增无症状感染者68例，其中兰州市城关区67例、白银市靖远县1例。以上新增感染者均为外省来甘返甘阳性人员及其密切接触者，在落地即管控检测、集中隔离点检测和高风险区检测中发现。
10月10日，甘肃省新增无症状感染者55例，其中兰州市城关区51例、酒泉市瓜州县4例。以上新增感染者均为外省来甘返甘阳性人员及其密切接触者，在落地即管控检测、集中隔离点检测和高风险区检测中发现。
10月11日，甘肃省新增无症状感染者40例，其中兰州市城关区39例、定西市安定区1例。
10月12日，甘肃省新增无症状感染者25例，其中兰州市城关区19例、酒泉市瓜州县5例、庆阳市华池县1例。以上新增感染者均为集中隔离点检测、高风险区检测及常态化检测中发现。
10月13日，甘肃省新增无症状感染者7例，其中兰州市城关区5例、武威市凉州区2例。
10月14日，甘肃省新增无症状感染者3例，其中兰州市城关区1例、白银市平川区2例。
10月15日，甘肃省新增无症状感染者5例，均在兰州市（七里河区3例、城关区2例）。以上新增感染者均为常态化检测和集中隔离点检测中发现。
10月16日，甘肃省新增无症状感染者2例，均在兰州市七里河区。
10月17日，甘肃省新增无症状感染者11例，其中兰州市8例（城关区4例，七里河区3例，永登县1例）、庆阳市正宁县3例。
10月18日，甘肃省新增无症状感染者2例，均在兰州市城关区。
10月19日，甘肃省新增无症状感染者15例，其中兰州市8例（七里河区6例，城关区2例）、庆阳市环县4例、武威市凉州区3例。
10月20日，甘肃省新增无症状感染者16例，其中兰州市10例（城关区5例，七里河区5例）、庆阳市6例（宁县3例，西峰区3例）。
10月21日，甘肃省新增无症状感染者8例，其中兰州市7例（城关区4例，七里河区3例）、武威市凉州区1例。
10月22日，甘肃省新增无症状感染者5例，均在兰州市（红古区4例、城关区1例）。
10月23日，甘肃省新增无症状感染者8例，均在兰州市（城关区4例、七里河区3例、榆中县1例）。以上新增感染者为外省来甘人员居家健康监测、密切接触者排查检测和集中隔离点检测中发现。
10月24日，甘肃省新增无症状感染者12例，均在兰州市（七里河区7例、城关区5例）。以上新增感染者为集中隔离点检测、高风险区筛查及常态化检测中发现。
10月25日，甘肃省新增无症状感染者14例，其中兰州市城关区8例、武威市凉州区4例、张掖市甘州区2例。以上新增感染者为集中隔离点检测、密切接触者排查检测和常态化检测中发现。
10月26日，甘肃省新增无症状感染者24例，其中兰州市19例（七里河区14例，城关区5例）、武威市凉州区4例、嘉峪关市1例。
10月27日，甘肃省新增无症状感染者14例，其中兰州市13例（七里河区8例，城关区5例）、白银市白银区1例。以上新增感染者为外省输入落地即管控检测、中高风险区检测和集中隔离点检测中发现。
10月28日，甘肃省新增确诊病例4例，为无症状转确诊病例，均在兰州市（七里河区2例、城关区1例、榆中县1例）；新增无症状感染者38例，均在兰州市（城关区18例、七里河区18例、榆中县2例）。以上新增感染者为密切接触者排查检测、中高风险区检测和常态化检测中发现。
10月29日，甘肃省新增确诊病例4例，为无症状转确诊病例，均在兰州市（城关区3例、七里河区1例）；新增无症状感染者48例，均在兰州市（七里河区37例、城关区10例、西固区1例）。以上新增感染者为密切接触者排查检测、中高风险区检测、常态化检测和集中隔离点检测中发现。
10月30日，甘肃省新增确诊病例3例，为无症状转确诊病例，均在兰州市（城关区2例、永登县1例）；新增无症状感染者33例，其中兰州市31例（七里河区18例、城关区12例、永登县1例）、庆阳市宁县2例。

### 2022年11月
11月1日，蘭州一位三歲男童因封控拖延送醫而身亡。经走访调查、现场勘查及死者血液检验鉴定，为使用液化气灶不当，造成一氧化碳中毒死亡。此前，兰州市委书记朱天舒在指导疫情防控工作时强调，坚决防止简单化、一刀切，杜绝工作生硬、态度冷漠。该事件引发了舆论热议，许多网民指责当地防疫一刀切政策延误了小孩救治。
11月2日，甘肃省新增无症状感染者59例，其中兰州市50例(七里河区32例、城关区17例、西固区1例)、武威市凉州区8例、庆阳市宁县1例。
11月3日，蘭州官方通報三歲男童身亡調查情況。蘭州官方表示，對三歲男童身亡事故中工作僵化刻板的單位和幹部，將依法嚴肅處理。
11月7日，甘肃省新增确诊病例10例，均在兰州市（城关区8例、七里河区2例），其中9例（城关区7例、七里河区2例）为无症状感染者转确诊病例；新增无症状感染者73例，其中兰州市65例(七里河区34例、城关区31例)、庆阳市宁县6例、武威市凉州区2例。以上新增感染者为密切接触者排查、中高风险区检测、常态化检测和集中隔离点检测中发现。新增治愈出院确诊病例1例，解除隔离无症状感染者4例。
11月8日，甘肃省新增确诊病例10例，均在兰州市（七里河区7例、城关区3例），其中9例为无症状感染者转确诊病例；新增无症状感染者136例，其中兰州市123例(七里河区71例、城关区48例、安宁区4例)，庆阳市9例（宁县6例、西峰区3例），武威市凉州区2例，定西市岷县1例，陇南市武都区1例。以上新增感染者为外省返甘人员落地即管控检测，密切接触者排查、中高风险区检测、常态化检测和集中隔离点检测中发现。新增治愈出院确诊病例2例，解除隔离无症状感染者4例。酒泉市肃州中学因高某、张某两名学生违反疫情防控相关要求，给予其开除学籍（留校察看半年）的处分决定。肃州区教育局认为肃州中学对高某、张某两名学生做出开除学籍（留校察看半年）的处分决定不当，已责令肃州中学撤销此处分决定，对以上学生进行批评教育。
11月17日，网传甘肃农业大学一男生因穿背心做核酸被通报批评，学校要求每个班开展主题班会反思并让所有学生写检讨，引发热议。该校随后表示，并未对该男生进行处分。由于当时兰州天气寒冷，担心学生做核酸时衣着单薄感冒，仅是提醒。工作人员还表示，让所有学生写检讨不属实。
11月24日上午，兰州市七里河区依据核酸检测结果组织转运阳性感染者时，发现个别待转运群众健康码显示核酸检测阴性。经调查，兰州核子华曦实验室收到核酸检测样本，按照实验室检测流程，于11月23日18时许将检测结果异常人员信息推送至七里河区联防办，区联防办第一时间通知社区告知相关人员原地等待转运。11月24日1时许，兰州核子华曦实验室工作人员误将个别核酸检测异常人员名单信息录入阴性人员信息包中上传至工作系统，使个别待转运人员健康码显示核酸检测阴性。兰州市卫健委将依据相关法律法规，对兰州核子华曦实验室予以严肃处理。
11月25日，有网民反映“11月21日在瓜州县人民医院就诊的一名患儿因耽误治疗时机病逝”。11月27日，瓜州县发布通报，11月20日上午9时50分，马某花和其姐夫马某良与患儿马某琳在瓜州县腰站子镇卫生院进行核酸采样后，乘车前往瓜州县人民医院就诊，因核酸检测结果未出，在预检分诊处被工作人员告知无24小时核酸检测阴性证明不能入院就诊，可前往指定接诊的瓜州县中医院就诊。11月21日凌晨，马某琳病情加重，于2时41分再次来到瓜州县人民医院就诊，经查验三人24小时核酸阴性结果已出，并进行抗原检测阴性后，于3时入住瓜州县人民医院儿科住院部。同日8时许，马某琳病情恶化，因病情严重于9时40分病逝。瓜州县对事件相关责任作进一步调查认定，并将根据调查结果进行追责问责，并同步做好善后相关事宜。
11月27日，网络曝光“兰州碧桂园小区诺丁山3号院核酸采样人员阳性”的消息。随后，兰州城关区就此事进行通报：11月27日5时，复核确定采样队工作人员白某某核酸检测结果阳性，其他人员阴性。城关区已成立联合调查组，就事件原因与责任开展联合调查。